# José Lardizábal
José Lardizábal – urugwajski szermierz.
W dorobku ma srebrny medal zdobyty w konkurencji drużynowej szablistów (wraz z Ricardo Riminim, Teodoro Goliardim oraz Juanem Paladino) podczas Igrzysk Panamerykańskich w 1955 roku.